# Caldicellulosiruptor
Caldicellulosiruptor è un genere di batterio appartenente alla famiglia delle Syntrophomonadaceae.